# Wilhelm Burger (Fotograf)

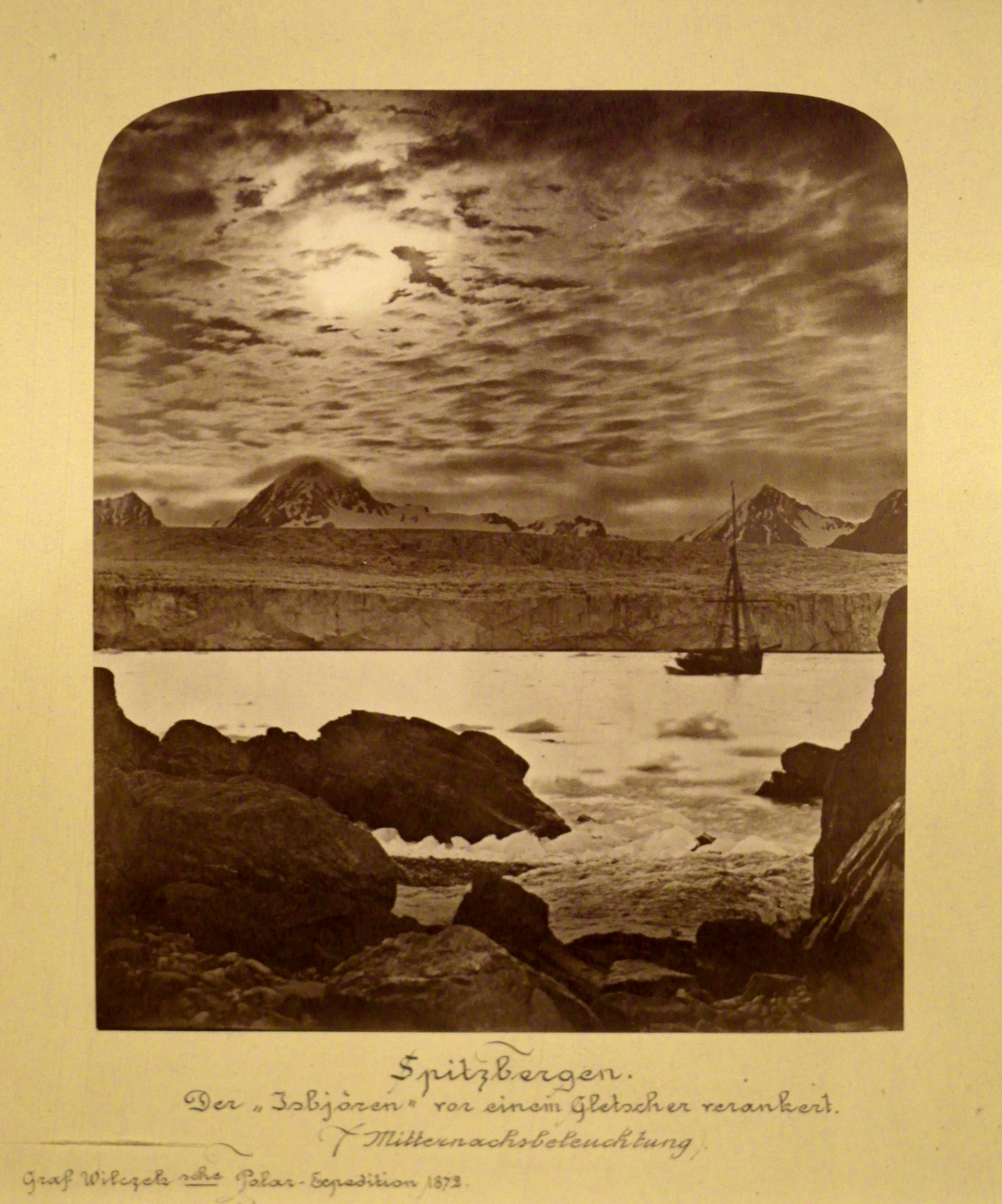
Spitzbergen 1872

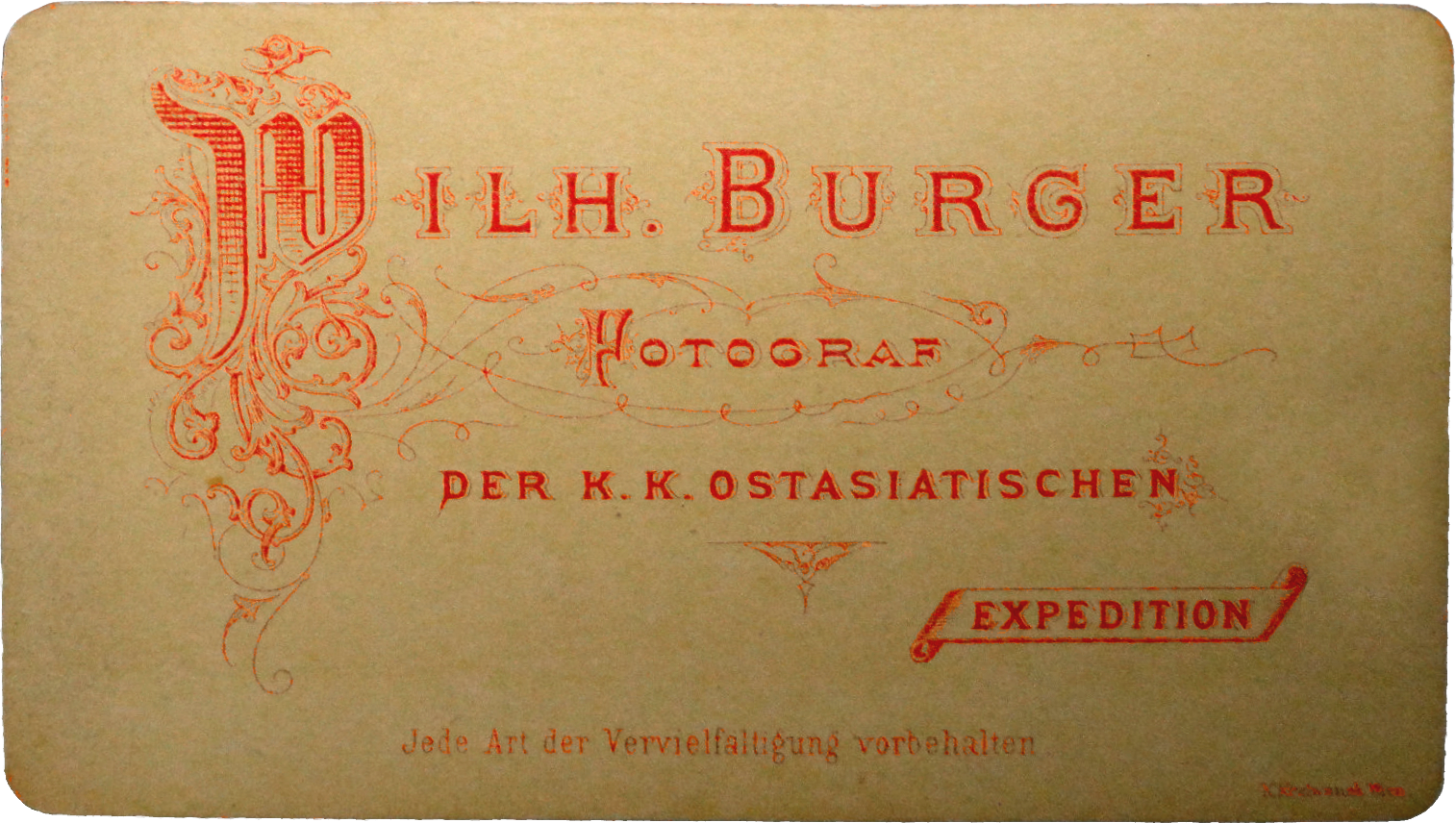
Burgers Visitenkarte

Wilhelm J. Burger (* 15. März 1844 in Wien; † 7. März 1920 ebenda) war ein österreichischer Photograph, der sich hauptsächlich als Landschaftsphotograph betätigte.

## Leben
Wilhelm Burger erhielt seine Ausbildung als Maler an den Kunstakademien in Wien und München. Später war er ein Schüler von Constantin von Ettingshausen und lehrte von 1864 bis 1866 an der Universität Wien Photographie. 1865 trat er der Photographischen Gesellschaft in Wien bei. Von 1868 bis 1870 nahm Burger an der „K. K. Mission nach Ostasien und Südamerika“ teil, einer kommerziellen, wissenschaftlichen und diplomatischen Expedition. Seine auf dieser Reise gemachten Aufnahmen gelten als besonders schöne Beispiele für Arbeiten mit Tannin-Trockenplatten. 1871 wurde Burger k.k. Hof–Photograph.
1872 segelte er mit Graf Wilczek auf der „Isbjörn“ zu den Inseln bei Nowaja Semlja, wo er mit der S/X Admiral Tegetthoff, dem Schiff der Polarexpedition, zusammentraf. Von diesem Treffen fertigte er eine Serie mit Stereoskopbildern an, die das Leben an Bord sowie die einzelnen Expeditionsteilnehmer darstellen. Burger verwendete auch damals seine daheim angefertigten Tannin-Trockenplatten. Er arbeitete aber auch schon mit dem Kollodium–Verfahren und mit Papiernegativen. Diese waren, anders als die Tannin–Trockenplatten, auch noch zehn Tage nach dem Präparieren brauchbar.
Auch Graf Wilczek photographierte auf dieser Expedition.
1881 verwendete Burger auf seiner Expedition nach Lykien und Karien bereits Gelatine–Emulsions-Platten. Die Erfindung der Trockenplatte ermöglichte es auch Amateuren, auf Expeditionen zu photographieren.
1882 setzte sich Burger dafür ein, dass auf wissenschaftlichen Expeditionen Trockenplatten verwendet werden. Bezüglich der Ausrüstung, die er empfahl, verwies er auf seine fünfzehnjährige Praxis.
In der Photographische Correspondenz schrieb er in diesem Jahr ausführlich darüber, empfahl das handliche Format 15 × 21 cm und berechnete das nötige Gewicht der Ausrüstung. Eine Aufnahme veranschlagte er mit einem Kilogramm. Er ging von zweihundert mitzunehmenden Platten mit den dazugehörigen Utensilien aus. Für den Transport waren entweder drei Pferde oder ein Kamel und ein Pferd notwendig.
Um 1900 photographierte Burger für Graf Wilczek die Burg Kreuzenstein und verwendete bei einer Nachtaufnahme der Burg dreihundert Einzelblitze. 
1905 wurde er kaiserlicher Rat.

## Kritik
Eine Bildserie aus Thailand, die jahrelang Burger zugeschrieben wurde, erwies sich später als Arbeit des thailändischen Hofphotographen Francis Chit (auf Thai u. a. Khunsunthonsathitlak), möglicherweise war sie aber z. T. auch eine gemeinsame Arbeit beider Photographen. Im Buch von Donko, Wilhelm M.: „Auf den Spuren von Österreichs Marine in Siam (Thailand)“ (Erstauflage 2012, Neuauflage 2022) belegt der Autor auf S. 144–162, dass ein Teil der Siam-Photographien von Wilhelm Burger von 1869 offenbar in Wahrheit von Francis Chit zugekauft wurde. Allerdings belegt das 2019 erschienene Tagebuch seines Gehilfen Michael Moser, dass manche Aufnahmen auch gemeinsam mit Francis Chit entstanden sind (Zitat vom 16. Mai 1869: „Wir waren drei Fotografen: Nämlich ein eingeborener Siamese, welche wunderschöne Sachen macht und ist auch am Flusse. Er heißt Francis Chit. Mein Herr hat ihm sehr schöne Matrizen abgekauft. Der andere Fotograf ist ein Prinz - Stiefbruder des Königs.“) Bezüglich Japan haben Akiyoshi, Tani und Pantzer, Peter im Artikel “Wilhelm Burger’s Photographs of Japan: New Attributions of his Glass Negative Collection in the Austrian National Library.” in der Zeitschrift „Photo Researcher Nr. 15/2011“ nachgewiesen, dass ein erheblicher Teil der Japan-Photographien aus dem Jahr 1869 nicht von Wilhelm Burger aufgenommen wurde. Der Hintergrund seiner China-Photographien von der Ostasienexpedition 1869 wurde noch nicht näher in diesem Licht untersucht.